# Sajósenye
Sajósenye község Borsod-Abaúj-Zemplén vármegyében, a Miskolci járásban.

## Fekvése
A Sajó völgyében fekszik, a megyeszékhely Miskolctól kb. 12 km-re északkeletre. A közvetlenül határos települések: délkelet felől Sajóvámos, délnyugat felől Sajókeresztúr, nyugat felől Sajóecseg, északnyugat felől pedig Boldva. Közúti kapcsolata csak Boldvával (4 km) és Sajóvámossal (2 km) van, mindkettővel a 2617-es út köti össze.

## Története

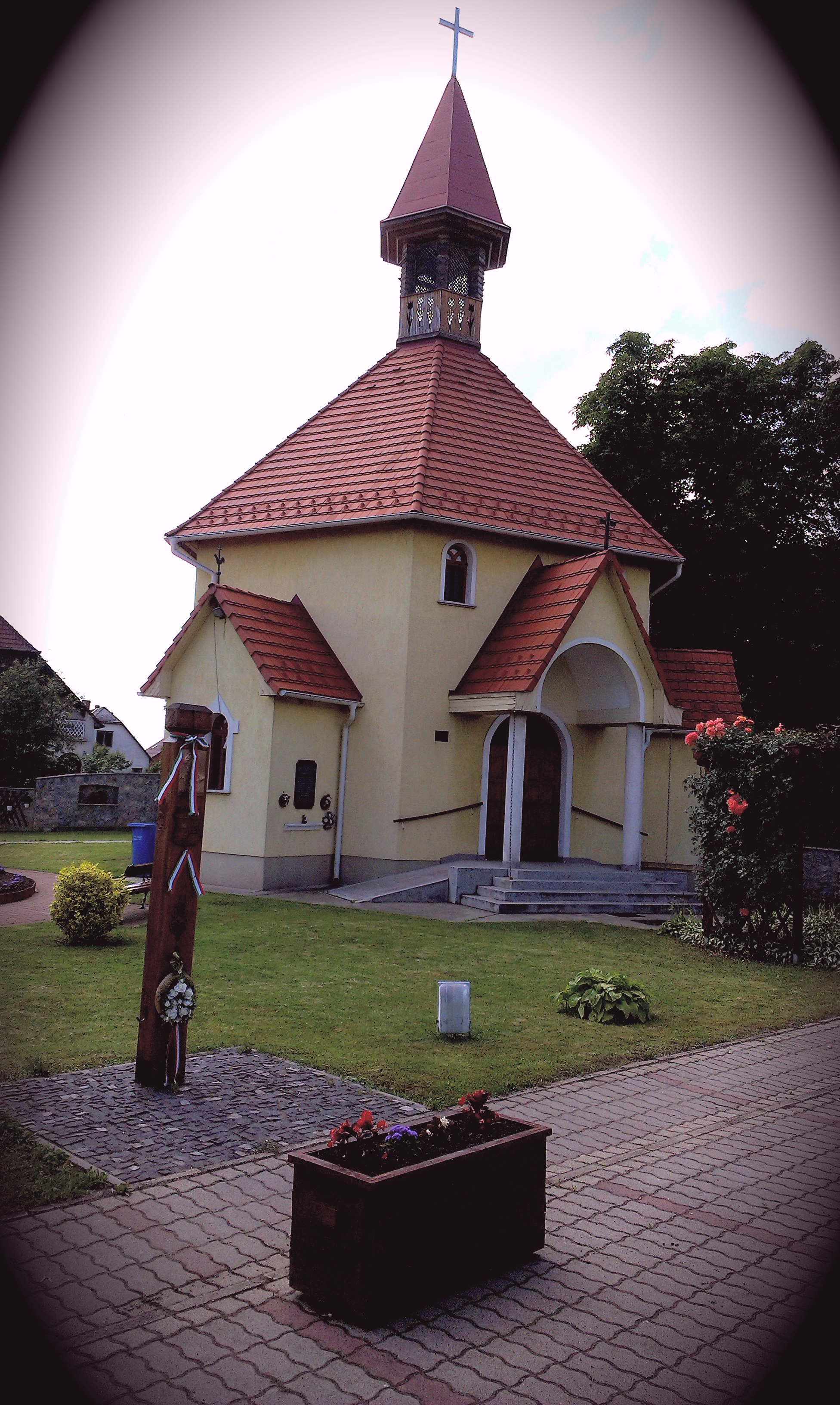
Ökumenikus templom

Már az Árpád-korban létezett. Akkoriban jelentős településként tartották számon, ami később sem változott. Az 1300-as években Sene, Scienne néven található. Birtokos családja a község neve után Senyeinek nevezte magát. A községet a török elpusztította, s hosszú időre elnéptelenedett. Később újra benépesedett.

## Infrastruktúra
A  település fejlett infrastruktúrával rendelkezik. Kiépített valamennyi közszolgáltatás, a vezetékes ivóvíz-, a gáz- és a szennyvízcsatorna-hálózat, továbbá megoldott a csapadékvíz-elvezetés is. A szilárd hulladékgyűjtés központosítottan megoldott, a szelektív hulladékgyűjtés is bevezetésre került. Az utak portalanítottak, a közterületek gondozottak, a terek parkosítottak.

## Közélete

### Polgármesterei
- 1990–1994: Takács István (független)[3]
- 1994–1998: Takács István (független)[4]
- 1998–2002: Takács István (független)[5]
- 2002–2006: Takács István (független)[6]
- 2006–2010: Takács István (független)[7]
- 2010–2014: Takács István József (független)[8]
- 2014–2019: Takács István József (független)[9]
- 2019–2024: Takács István József (független)[10]
- 2024– : Kendrovszki Sándor (független)[1]

## Népesség
A település népességének változása:
| Lakosok száma | 435  | 444  | 429  | 421  | 409  | 419  | 409  |
|               | 2013 | 2014 | 2015 | 2021 | 2022 | 2023 | 2024 |

2001-ben a település lakosságának 99%-a magyar, 1%-a cigány nemzetiségűnek vallotta magát.
A 2011-es népszámlálás során a lakosok 90,4%-a magyarnak, 0,2% bolgárnak, 2,1% cigánynak, 0,2% németnek mondta magát (9,6% nem nyilatkozott; a kettős identitások miatt a végösszeg nagyobb lehet 100%-nál). A vallási megoszlás a következő volt: római katolikus 37,8%, református 32,3%, görögkatolikus 9,2%, felekezeten kívüli 5,3% (15,3% nem válaszolt).
2022-ben a lakosság 91,7%-a vallotta magát magyarnak, 2,2% cigánynak, 0,7% németnek, 1,7% egyéb, nem hazai nemzetiségűnek (8,3% nem nyilatkozott; a kettős identitások miatt a végösszeg nagyobb lehet 100%-nál). Vallásuk szerint 32% volt római katolikus, 27,9% református, 6,6% görög katolikus, 0,2% egyéb keresztény, 3,2% felekezeten kívüli (29,6% nem válaszolt).

## Testvértelepülés
- Ürmös (Brassó megye), Románia

## Nevezetességei
- Máriássy-kúria. 1785 és 1795 között épült.
- Rákóczi hársfája. Több mint 250 éves, közvetlenül a kúria előtt található.
- „Fészek” Fogyatékosok Református Ápoló-Gondozó Otthona www.feszekotthon.hu
- Ökumenikus templom
- Lélekharang - 2008. október 23-án szentelték fel, közadakozásból és Budapest környéki emberek adományából készült.

## Sportélete
A Sajósenye SE labdarúgócsapatot 1970-ben alapították.

## Külső hivatkozások
- Sajósenye